# بوبي هينريش
بوبي هينريش (بالإنجليزية: Bobby Henrich)‏ هو لاعب كرة قاعدة أمريكي، ولد في 24 ديسمبر 1938 في لورانس في الولايات المتحدة.

## وصلات خارجية
- بوبي هينريش على موقعبيزبول رفرنس.كوم (الدوري الرئيسي) (الإنجليزية)
- بوبي هينريش على موقعبيزبول رفرنس.كوم (الدوري الثانوي) (الإنجليزية)